# أسامة أومري
أسامة أومري (ولد في 10 يناير 1992 في دمشق، سوريا) لاعب كرة قدم دولي سوري يجيد اللعب في مركز الجناح الأيسر كما يجيد اللعب في مركزي الجناح الأيمن والوسط المهاجم. يلعب حاليا لصالح الحد الذي ينافس في الدوري البحريني الممتاز منذ 2021.

## المسيرة الرياضية

### الأندية
نشأ أومري في الوحدة وتم تصعيده للفريق الأول في عام 2010. في موسمه الأول 2010-2011 وفي بطولة الدوري السوري الممتاز ساهم أومري في احتلال الوحدة المركز الأول برصيد 29 نقطة في نهاية الجولة 15 حيث توقفت البطولة بسبب الحرب الأهلية السورية ثم تم إلغائها واستعيض عنه بدورة رباعية بين الجيش والشرطة والاتحاد والوحدة وبعدها انسحب الاتحاد والوحدة منها وبقي الجيش والشرطة. وفي بطولة كأس سوريا 2010–11 ساهم في وصول الوحدة إلى الدور النصف النهائي حيث خسر من الاتحاد 1-6.
في موسمه الثاني 2011-2012 وفي بطولة الدوري السوري الممتاز 2011–12 ساهم في احتلال الوحدة المركز الثالث في المجموعة الثانية برصيد 11 نقطة وبالتالي التأهل إلى الدور الثماني لتحديد البطل حيث احتل الوحدة الرابع برصيد 13 نقطة بفارق 7 نقاط عن البطل الشرطة.
في موسمه الثالث 2012-2013 وفي بطولة الدوري السوري الممتاز 2013 ساهم أومري في احتلال الوحدة المركز الخامس في المجموعة الأولى برصيد 17 نقطة بفارق 13 نقطة عن صاحب المركز الثاني المؤهل إلى الدوري الرباعي لتحديد البطل. وفي بطولة كأس الاتحاد الآسيوي 2013 خسر الوحدة في الدور التمهيدي من أهلي تعز اليمني 3-5.
في موسمه الرابع 2013-2014 وفي بطولة الدوري السوري الممتاز 2014 ساهم أومري في احتلال الوحدة المركز الأول في المجموعة الأولى برصيد 33 نقطة وبالتالي التأهل إلى الدوري السداسي لتحديد البطل حيث احتل الوحدة المركز الأول برصيد 12 نقطة بفارق الأهداف عن وصيفه الجيش وبالتالي يتوج أومري بأولى بطولاته الشخصية. وفي كأس الاتحاد الآسيوي 2014 سجل أومري هدف واحد ليحتل الوحدة المركز الرابع والأخير في المجموعة الثالثة برصيد نقطتين ليخرج من منافسات البطولة.
في موسمه الخامس 2014-2015 وفي بطولة الدوري السوري الممتاز 2014–15 ساهمى أومري في احتلال الوحدة المركز الأول في المجموعة الثانية برصيد 34 نقطة وبالتالي التأهل إلى الدوري السداسي لتحديد البطل حيث احتل في نهاية المطاف المركز الثاني برصيد 11 نقطة بفارق نقطتين عن البطل الجيش. وفي بطولة كأس الاتحاد الآسيوي 2015 ساهم الهدف الوحيد الذي سجله أومري في احتلال الوحدة المركز الثاني في المجموعة الأولى برصيد 11 نقطة وبالتالي التأهل إلى الدور الثمن النهائي حيث خسر من استقلال دوشنبه الكاجيكستاني بركلات الترجيح.
في موسمه السادس 2015-2016 وفي بطولة الدوري السوري الممتاز 2015–16 ساهم أومري في احتلال الوحدة المركز الأول في المجموعة الثانية برصيد 48 نقطة ليتأهل إلى الدوري السداسي لتحديد البطل حيث احتل في نهاية المطاف المركز الثاني برصيد 11 نقطة بفارق نقطتين عن البطل الجيش. وسجل أومري في هذه البطولة 8 أهداف ليحتل المركز التاسع في قائمة الهدافين. وفي بطولة كأس الاتحاد الآسيوي 2016 ساهم أومري في احتلال الوحدة المركز الثاني في المجموعة الثالثة برصيد 9 نقاط ليتأهل إلى الدور الثمن النهائي حيث خسر من العهد اللبناني 0-4.
في موسمه السابع 2016-2017 وفي بطولة الدوري السوري الممتاز 2016–17 ساهم أومري في احتلال الوحدة المركز الثالث برصيد 56 نقطة بفارق 9 نقاط عن البطل الجيش. وفي بطولة كأس سوريا ساهم أومري في تتويج الوحدة بالبطولة بعدما تغلب في المباراة النهائية على الكرامة 2-1 ليحقق أومري ثاني بطولاته الشخصية. وتوج أومري بلقب هداف بطولة الدوري برصيد 17 هدف وبذلك يحقق أولى جوائزه الشخصية. وفي بطولة كأس الاتحاد الآسيوي 2017 ساهم أومري في احتلال الوحدة المركز الثاني في المجموعة الثاني برصيد 11 نقطة ليتأهل إلى الدور الربع النهائي حيث فاز على الوحدات الأردني 4-2 في مجموع المباراتين وبعدها خسر في الدور النصف النهائي من القوة الجوية العراقي بقاعدة الأهداف خارج الأرض بعد التعادل 2-2 في مجموع المباراتين.
في موسمه السابع 2017-2018 وخلال النصف الأول من الموسم وفي بطولة الدوري السوري الممتاز 2017–18 ساهم أومري في حصد الوحدة 22 نقطة في 11 مباراة وذلك عبر تسجيله 9 أهداف. في 1 يناير 2018 انتقل أومري من الوحدة إلى قطر القطري بالإعارة حتى نهاية الموسم. في بطولة دوري نجوم قطر 2017–18 ساهم أومري بفضل أهدافه الخمسة في 11 مباراة في احتلال قطر المركز العاشر برصيد 22 نقطة وذلك بفارق 8 نقاط عن منطقة الهبوط. وفي بطولة كأس أمير قطر 2018 خرج قطر من مباراته الأولى عندما خسر في الدور الثاني من الوكرة (الدرجة الثانية) 2-3.
في 1 يوليو 2018 انتقل أومري من الوحدة إلى قطر. في موسمه الأول 2018-2019 وفي بطولة دوري نجوم قطر 2018–19 ساهم أومري بفضل أهدافه الثلاثة في احتلال قطر المركز الحادي عشر قبل الأخير برصيد 16 نقطة بفارق نقطة واحدة عن منطقة الهبوط وبالتالي التأهل إلى ملحق البقاء حيث استطاع التغلب على معيذر بهدف نظيف ليضمن البقاء في الدرجة الممتازة. وفي بطولة كأس نجوم قطر ساهم أومري في وصول قطر إلى الدور النصف النهائي عندما خسر من الدحيل 0-4. وفي بطولة كأس أمير قطر 2019 ساهم أومري في وصول قطر إلى الدور الثالث حيث خسر من الأهلي 0-1. في نهاية الموسم تم تمديد عقد أومري مع قطر حتى نهاية موسم 2019-2020.
في موسمه الثاني مع قطر 2019-2020 وفي بطولة دوري نجوم قطر 2019–20 لعب أومري مباراتين حيث خسرهما قطر ليتم فسخ العقد معه وبالتالي يقرر العودة إلى ناديه الأم الوحدة اعتبارا من 14 سبتمبر 2019. في موسمه الأول بعد العودة وفي بطولة الدوري السوري الممتاز 2019–20 ساهم أومري في حصد الوحدة 16 نقطة في 10 مباريات. وفي بطولة كأس سوريا ساهم أومري في وصول الوحدة إلى الدور الثمن النهائي بعدما تغلب على المحافظة في الدور 32. في 24 يناير 2020 قرر الخريطيات القطري (درجة ثانية) دفع قيمة الشرط الجزائية البالغة 15 ألف دولار أمريكي ليضم أومري إلى صفوفه حتى نهاية الموسم. ساهم أومري في تتويج الخريطيات ببطولة دوري الدرجة الثانية بعدما تصدر الترتيب برصيد 37 نقطة بفارق 6 نقاط عن وصيفه المرخية وبالتالي الصعود إلى دوري نجوم قطر وبذلك يحقق أومري ثالث بطولاته الشخصية. وفي بطولة كأس أمير قطر خرج الخريطيات من مباراته الأولى عندما خسر من السد 1-3 في الدور الثمن النهائي.
في 3 سبتمبر 2020 عاد أومري للمرة الثانية إلى ناديه الأم الوحدة ليخوض معه موسم 2020-2021. في بطولة كأس السوبر السوري ساهم أومري في تتويج الوحدة بالبطولة بعدما تغلب على بطل الدوري تشرين 2-1 ليحقق أومري رابع بطولاته الشخصية. وفي بطولة الدوري الممتاز ساهم أومري في احتلال الوحدة المركز الرابع برصيد 47 نقطة بفارق 12 نقطة عن البطل تشرين. وفي بطولة كأس سوريا ساهم أومري في وصول الوحدة إلى الدور الربع النهائي حيث خسر من الاتحاد بركلات الترجيح.
في 1 يوليو 2021 انتقل أومري من الوحدة إلى الحد البحريني.

### المنتخبات
في 5 مارس 2014 خاض أومري أول مباراة دولية مع سوريا وكانت أمام الأردن ضمن تصفيات كأس آسيا 2015 وانتهت المباراة بخسارة 1-2 لتحتل في نهاية المطاف المركز الثالث في المجموعة الأولى برصيد 4 نقاط وتغشل في التأهل إلى نهائيات البطولة.
سجل أومري أول أهدافه الدولية وكانت على كمبوديا ضمن تصفيات كأس العالم 2018 (آسيا) وانتهت المباراة بفوز سوريا 6-0. بينما سجل أول هاتريك (3 أهداف) وكان على أفغانستان في المباراة التي انتهت بفوز سوريا 5-2. لعب أومري 7 مباريات من أصل 8 مباريات ليساهم في احتلال سوريا المركز الثاني في المجموعة الرابعة برصيد 18 نقطة ليتأهل ضمن أفضل المنتخبات التي احتلت المركز الثاني إلى الدور الثالث من تصفيات كأس العالم وإلى بطولة كأس آسيا 2019. في الدور الثالث لعب أومري 3 مباريات من أصل 10 مباريات ليساهم في احتلال سوريا المركز الثالث في المجموعة الأولى برصيد 13 نقطة بفارق الأهداف عن الرابع أوزبكستان وبالتالي يتأهل إلى الملحق الآسيوي ليخسر من أستراليا 2-3 في مجموع المباراتين حيث لعب أومري مباراة الإياب التي انتهت بخسارة سوريا 1-2 في الوقت الإضافي.
تم استدعاء أومري للمشاركة في بطولة كأس آسيا 2019 التي أقيمت في الإمارات حيث وقع سوريا في المجموعة الثانية. لعب أومري مباراة واحدة وكانت الأولى أمام فلسطين ولكنه خرج في الدقيقة 41 بسبب الإصابة وغاب عن باقي مباريات البطولة.
في تصفيات كأس العالم 2022 – آسيا الجولة الثانية لعب أومري 6 مباريات من أصل 10 مباريات مسجلا هدف واحد ليساهم في احتلال سوريا المركز الأول في المجموعة الأولى برصيد 21 نقطة وبالتالي التأهل إلى الدور الثاني.

### الأهداف الدولية
النتيجة حسب نتيجة سوريا.
| الرقم | التاريخ        | الملعب                                     | الخصم     | التسجيل | النتيجة | المنافسة                                      |
| ----- | -------------- | ------------------------------------------ | --------- | ------- | ------- | --------------------------------------------- |
| 1.    | 8 سبتمبر 2015  | ملعب بنوم بن الأولمبي، بنوم بنه، كمبوديا   | كمبوديا   | 6–0     | 6–0     | تصفيات كأس العالم 2018 – آسيا المرحلة الثانية |
| 2.    | 13 أكتوبر 2015 | ملعب السيب، السيب، عمان                    | أفغانستان | 1–0     | 5–2     | تصفيات كأس العالم 2018 – آسيا المرحلة الثانية |
| 3.    | 13 أكتوبر 2015 | ملعب السيب، السيب، عمان                    | أفغانستان | 2–0     | 5–2     | تصفيات كأس العالم 2018 – آسيا المرحلة الثانية |
| 4.    | 13 أكتوبر 2015 | ملعب السيب، السيب، عمان                    | أفغانستان | 4–2     | 5–2     | تصفيات كأس العالم 2018 – آسيا المرحلة الثانية |
| 5.    | 18 مارس 2016   | ملعب شهيد دستغردي، طهران، إيران            | العراق    | 1–0     | 1–0     | ودية                                          |
| 6.    | 14 نوفمبر 2019 | ملعب مكتوم بن راشد آل مكتوم، دبي، الإمارات | الصين     | 1–0     | 2–1     | تصفيات كأس العالم 2022 – آسيا الجولة الثانية  |

## الألقاب والإنجازات

### الأندية
- الوحدة
  - الدوري السوري الممتاز (1): 2013-14
  - كأس سوريا (1): 2016-17
  - كأس السوبر السوري (1): 2020
- الخريطيات
  - دوري الدرجة الثانية (1): 2019-20

### الجوائز الشخصية
- هداف الدوري السوري الممتاز (1): 2016-17 (17 هدف)

## روابط خارجية
- أسامة أومري على موقع قاعدة بيانات كرة القدم.إي يو (الإنجليزية)
- أسامة أومري على موقع ناشيونال فوتبول تيمز (الإنجليزية)
- أسامة أومري على موقع Soccerway.com (الإنجليزية)
- أسامة أومري على موقع كووورة